# Rocketown Records
Rocketown Records é um selo  independente de música gospel que foi fundado por Michael W. Smith em 1996 juntamente com um executivo da Reunion, Don Donahue.O sonho era criar uma etiqueta nova, independente do registro e que não seguisse as regras do negócio moderno da música. O primeiro artista a ser contratado foi Chris Rice. Michael e Don dividiram o sonho de investir em lançamentos de artistas cristãos.

## Artistas
- Alathea
- Reuben Morgan
- Michael Olson
- Ginny Owens
- Watermark
- Chris Rice

## Ligações Externas
- (em inglês)Rocketown Records